# 仮面ライダーDX
『仮面ライダーDX』（かめんライダーディーエックス）は、サミーが2007年に開発、発売した5号機のパチスロ機。

## 仮面ライダーDX 走れ!スーパーバイク編
2007年2月発売。保通協に登録された型式名は『カメンライダーDX8』。販売台数は2007年3月末現在で約2万9000台。
初代から3代目の仮面ライダーがそれぞれの敵と戦う場面をモチーフにしている。緑（V3）、赤（初代）、白（2代目）の3種類のビッグボーナスと1種類のレギュラーボーナスがある。ビッグボーナスは399枚を超える払い出しで終了（純増約320枚）、レギュラーボーナスは12ゲームないしは8回入賞で終了。また全ボーナス終了後にライダータイムと名付けられたRTがついている。
この機種もボーナス単独当選の他、小役との重複当選がある。
RT中は3人の仮面ライダーがバイクに乗って荒野を疾走する画面がメイン画面となる。終了要件はボーナス成立以外では緑、赤、白のいずれかのチェリー（別フラグ）を出現させた場合。この時に成立したチェリーをはずすことによってRTの終了を回避できる「リプパンはずし」ができる。ただし、どのチェリーが成立しているかはカンに頼るしかないのであるが、開始時のボーナスの種類によってある回数3つのうちのどのチェリーが成立しているかが告知されるため、リプパンはずしが容易になる。告知回数の残りはリール窓の横のライダーカウンターの点滅によって告知の残り回数がある程度わかる（消灯・0回、超高速・1回、高速・2回、中速・3回、低速・4回以上）
また，RT中に特定の小役を引くことによって告知回数が増えることもある。またRT中にビッグボーナスが始まるとBGMが歌詞付きのものになる。
ボーナスの種類によってRT中のチェリー告知の回数が変わる。白＜赤・REG＜緑で多い回数が選択され，多い回数が選択される可能性は高設定ほど高い。また、小役を引いた場合にチェリー告知が追加される可能性も白＜赤・REG＜緑の順に高い。白以外はリプレイでも加算される可能性がある。
通常時はライダーが1人ずつ敵のザコキャラと闘っている場面。ステージチェンジによって交代する。ザコキャラが全滅したらボーナス成立（ライダーが全滅させる場合と爆発によって全滅する場合がある）だが、多くの場合は立花籐兵衛の特訓（岩を砕く、決められた時間内にバイクでゴールする）をクリアするか、敵のボスキャラとのバトルに勝つかで告知される。他にもいろいろな告知があり、普段は見られないパターンが出現するとアツい。
サミーのプレミアム告知に出現する様々なキャラクター（エイリヤンなど）はこの機種でも同様に使用され、出現＝ボーナス確定である。

### スペック
ボーナス確率（メーカー発表値）は以下の通り。
| 設定 | BB確率 | RB確率 |
| ---- | ------ | ------ |
| 1    | 1/496  | 1/1214 |
| 2    | 1/465  | 1/1214 |
| 3    | 1/431  | 1/1092 |
| 4    | 1/395  | 1/1092 |
| 5    | 1/364  | 1/936  |
| 6    | 1/350  | 1/874  |

## 仮面ライダーDX 回れ!変身ベルト編
2007年6月発売。保通協に登録された型式名は『カメンライダーDX6』。
「走れ!スーパーバイク編」とは、演出・小役構成はほぼ同じながらもスペックやゲームフローは大きく異なる。
ビッグボーナスは435枚を超える払い出しで終了（純増約350枚）、レギュラーボーナスは12ゲームないしは8回入賞で終了。またライダータイム（RT）はレギュラーボーナス後のみに付き、100ゲーム固定で、「走れ!スーパーバイク編」のようにチェリー入賞で終了することもない。